# Come Out Swingin'
Come Out Swingin' è un album del cantante Pop e Rhythm and blues statunitense Roy Hamilton, pubblicato dalla Epic Records nel maggio 1959.

## Tracce

### LP (1959, Epic Records, LN 3561/BN 530)
Lato A
1. Great Day – 2:17 (testo: Billy Rose, Edward Eliscu – musica: Vincent Youmans)
2. Ac-Cent-Tchu-Ate the Positive – 3:31 (testo: Johnny Mercer – musica: Harold Arlen)
3. Hallelujah! – 3:10 (testo: Leo Robin, Clifford Grey – musica: Vincent Youmans)
4. That Great Come and Get It Day – 3:22 (testo: E.Y. Harburg – musica: Burton Lane)
5. Some Days There Just Ain't No Fish – 3:12 (testo: Bob Russell – musica: Carl Sigman)
6. Sing You Sinners – 1:47 (testo: Sam Coslow – musica: William Franke Harling)

Lato B
1. Blow, Gabriel, Blow – 2:34 (Cole Porter)
2. Get Happy – 2:52 (testo: Ted Koehler – musica: Harold Arlen)
3. Jump for Joy – 2:04 (testo: Paul Francis Webster, Sid Kuller – musica: Duke Ellington)
4. I Ain't A-Gonna Leave My Love No More – 3:30 (Larry Marks, Edwin Waldman, Dick Charles)
5. Peace, Brother – 2:57 (testo: Eddie DeLange – musica: Jimmy Van Heusen)
6. The Lonesome Road – 2:46 (testo: Gene Austin – musica: Nathaniel Shilkret)

- Durata brani ricavati dal CD pubblicato nel 2002 dalla Collectables Records (COL-CD-7517)

## Musicisti
- Roy Hamilton – voce
- Marion Evans – direttore d'orchestra, arrangiamenti

### Produzione
- Bill Cook – note retrocopertina album originale [2]